# WOmB
WOmB (ウーム) は兵庫県神戸市に本社を置く日本のファッションブランド。

## 事業内容
メンズ衣料、レディース衣料のトータルファッション企画・製造・輸入・販売をおこなっている。